# Jurica Lakić
Jurica Lakić (Karlovac, 11. svibnja 1953. - Rijeka, 28. svibnja 1982.), hrvatski rukometaš, nekadašnji reprezentativac.  Igrao za Dubovac, Kvarner i Zamet.